# Studie přírody (kodex)

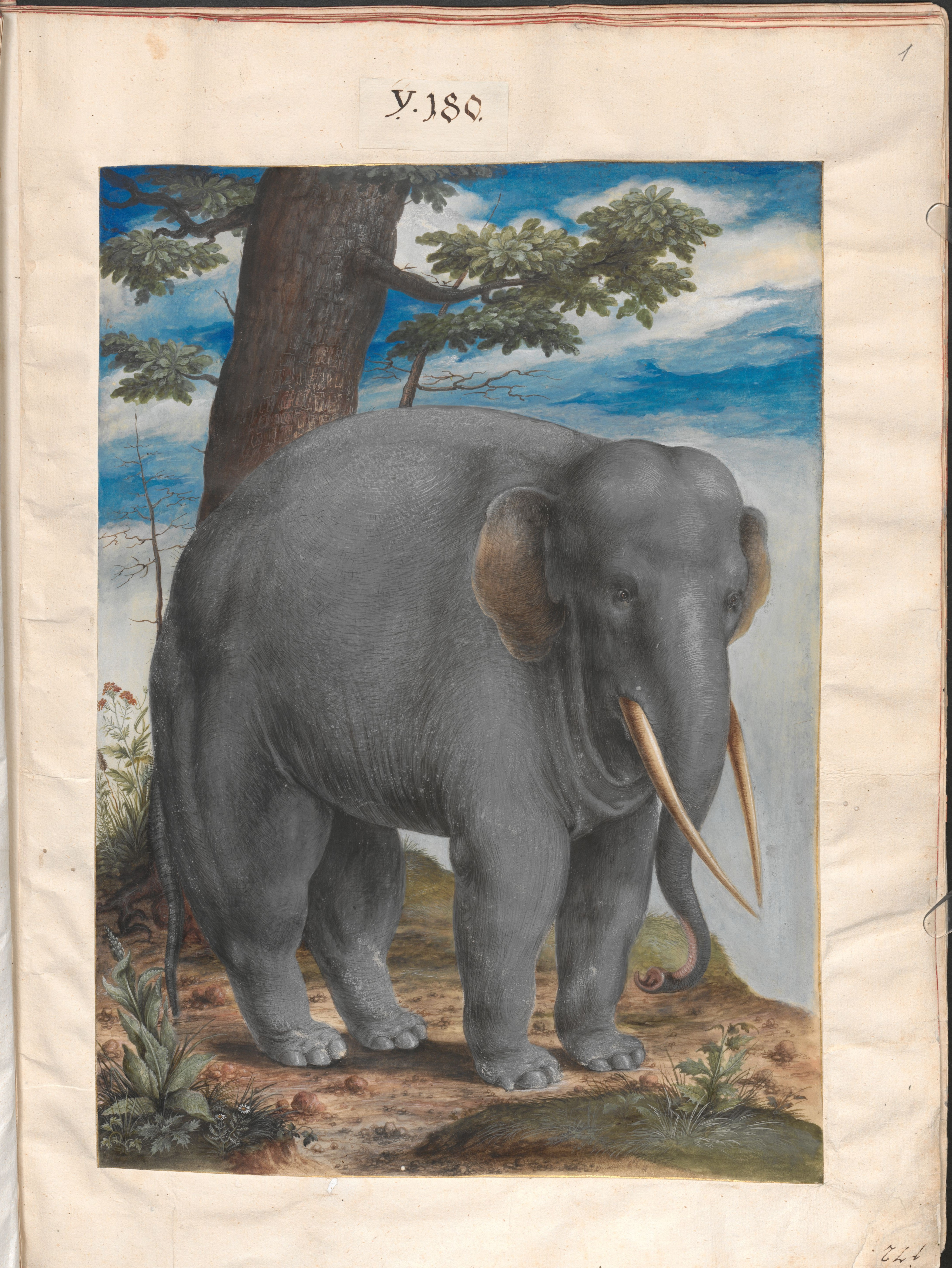
Slon, Kodex, 16. st., sb. Rudolfa II.

Studie přírody je ilustrovaný rukopis ze 16. století, zobrazující přírodní scenérie. Kodex je vyroben z pergamenu, měří 48,70 x 36,10 centimetrů a je vázán v zelené kůži. Byl od roku 1783 součástí císařské knihovny, kdy sem byly přeneseny osobní sbírky českého krále a římského císaře Rudolfa II. Snímky jsou rozděleny tematicky. Jsou zde zobrazeny rostliny, ptáci, savci, hmyz, ryby a přírodní scenérie. Úroveň zpracování je velmi pestrá – od velmi jednoduchých kreseb, po hloubkové studie až po detailní vyobrazení. Mnoho zvířat vyobrazených na albu jsou v muzeu Rudolfa II. Je možné, že sloužily jako modely pro malíře. Kodex obsahuje obrázky vytvořené různou technikou, kresby perem a inkoustem, jsou zde akvarely, tempery, a někde je použito i zlato. Kodex obsahuje díla několika různých autorů a je součástí Rakouské národní knihovny ve Vídni.

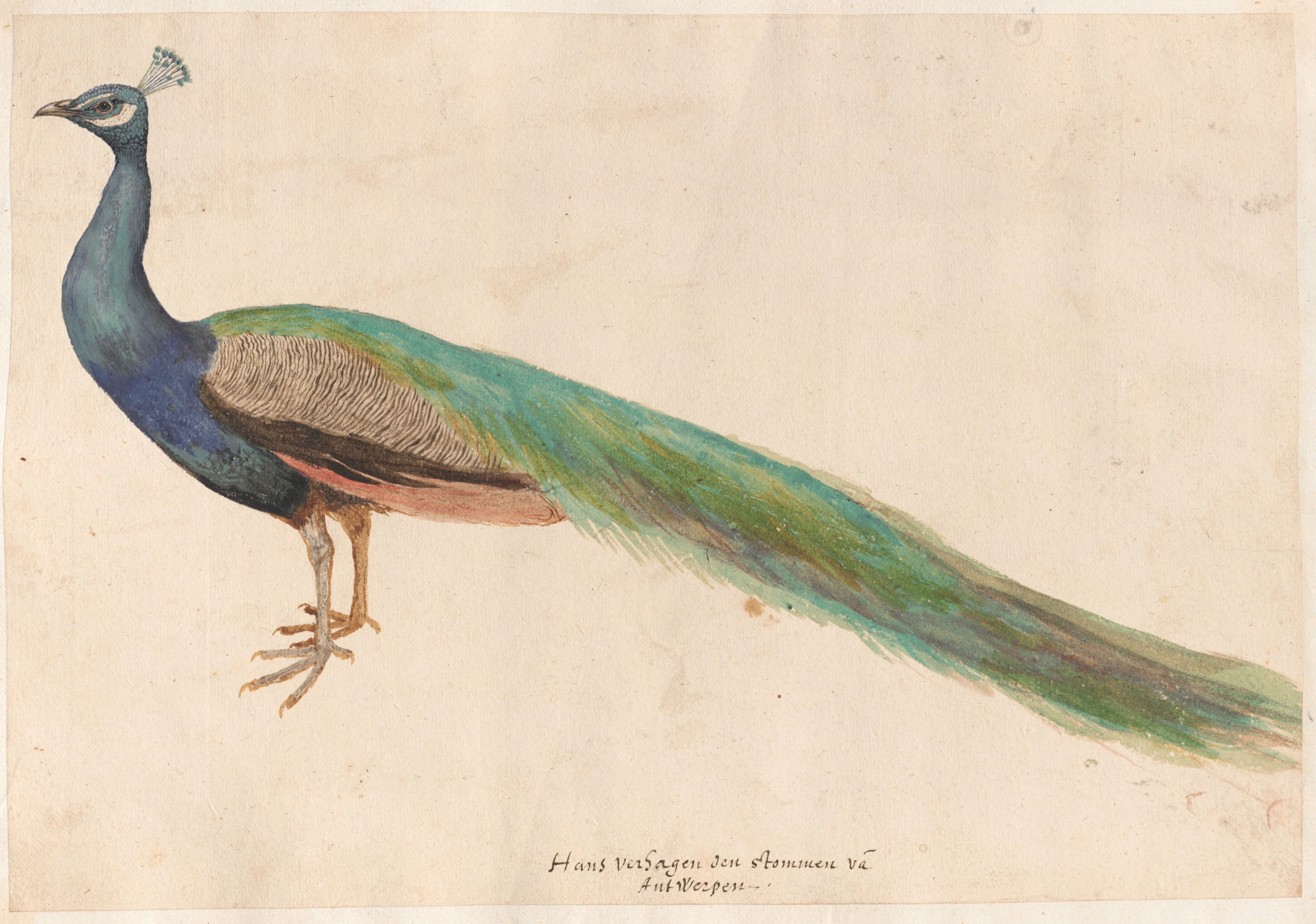
Páv, Hans Verhagen den Stommen
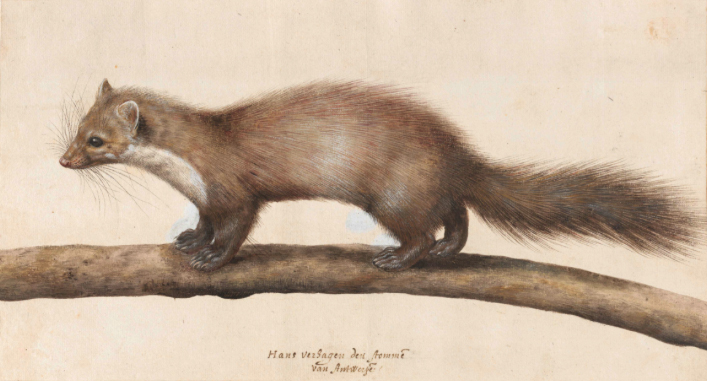
Kuna, Hans Verhagen den Stommen
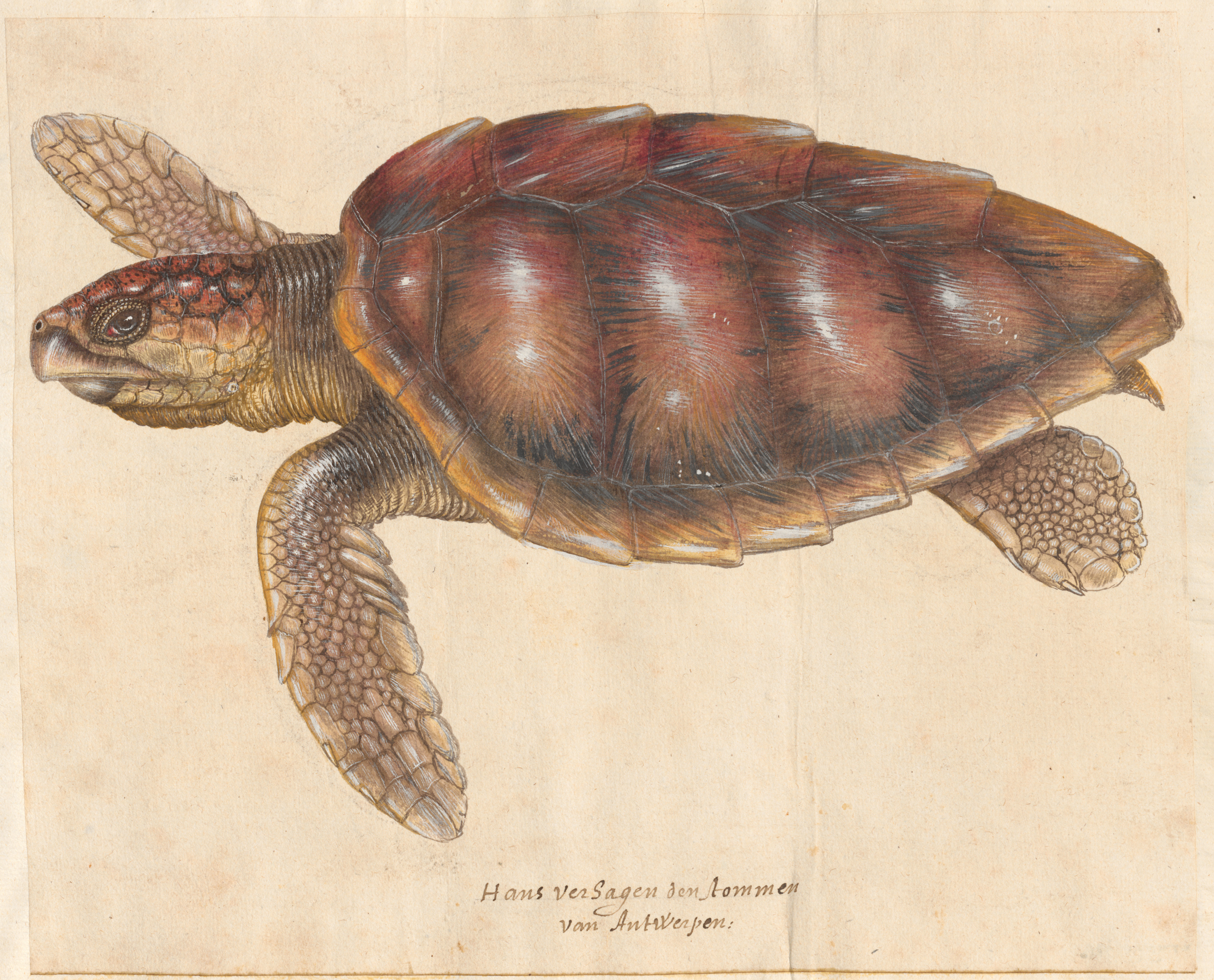
Mořská želva, Hans Verhagen den Stommen
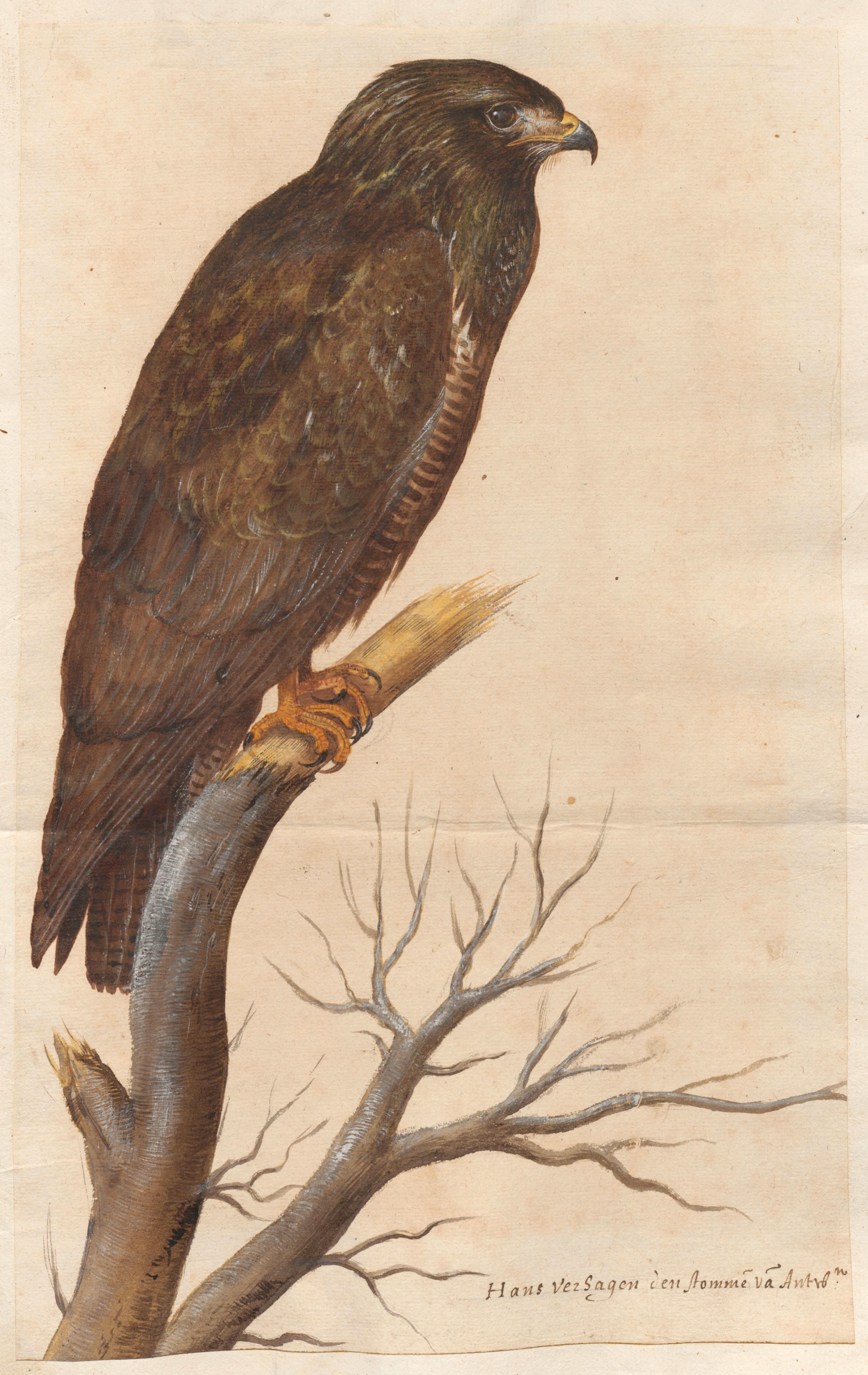
Pták, Hans Verhagen den Stommen